# Monster Energy
Monster Energy és una beguda energètica que va ser llançada per Hansen Natural l'any 2002.
Es comercialitza i distribueix per Monster Beverage, abans Hansen Natural Corporation, una empresa de Corona, Califòrnia, i patrocina en diversos esdeveniments esportius. Hansen Natural Corporation ha anunciat un acord de distribució amb Anheuser-Busch als Estats Units i Grup Jumex a Mèxic. Recentment Hansen Natural Corporation ha anunciat un acord de distribució amb PepsiCo Canadà. Els contractes amb els distribuïdors existents van ser adquirits en aquests mercats. A Alemanya, Pepsi és el productor des del 2010. Es distribueix a Austràlia amb el nom de Schweppes per Coca-Cola Amatil, que és una beguda energètica exclusiva només a Austràlia i Nova Zelanda.